# Anna Larssons hemliga dagbok
Anna Larssons hemliga dagbok är en ungdomsbok av Petter Lidbeck utgiven av Tidens förlag 2003.
Boken handlar om den nioåriga Anna Larsson, som i dagboken skriver om hur hon skulle vilja att hennes liv var, med henne själv som superhjälte. Anna har inga vänner och blir mobbad. Hennes mamma är död och pappan är omgift. Anna Larsson avskyr, till skillnad från sin styvmor Annika, Astrid Lindgren och hennes figurer och skriver parodier på dem. 
Anna Larssons hemliga dagbok har dramatiserats på Unga Dramaten.